# 千羽鶴 (小説)
『千羽鶴』（せんばづる）は、川端康成の長編小説。川端の戦後の代表作の一つで、芸術院賞を受賞した作品である。亡き不倫相手の成長した息子と会い、愛した人の面影を宿すその青年に惹かれた夫人の愛と死を軸に、美しく妖艶な夫人を志野茶碗の精のように回想する青年が、夫人の娘とも契る物語。匂うような官能的な夫人の肉感に象徴される形見の志野茶碗の名器の感触と幻想から生まれる超現実な美的世界と、俗悪に堕した茶の湯の世界の生々しい人間関係が重なり合って描かれている。
続編に未完の『波千鳥』（なみちどり）があり、近年はこれと合わせて一つの作品として扱われ、論じられることが多い。

## 発表経過
『雪国』や『山の音』同様、『千羽鶴』も最初から起承転結を持つ長編としての構想がまとめられていたわけではなく、1949年（昭和24年）から1951年（昭和26年）にかけて各雑誌に断続的に断章が連作として書きつがれたが、一章ごとが独立の鑑賞に堪え、全体として密度が高い小説となっている。断章の掲載経過は以下のようになる。
- 1949年（昭和24年）
  - 「千羽鶴」 - 『読物時事別冊』5月号（第3号）　挿絵：猪熊弦一郎
  - 「森の夕日」 - 『別册文藝春秋』8月号（第12号）
- 1950年（昭和25年）
  - 「絵志野」 - 『小説公園』3月号（第1巻第1号）
  - 「母の口紅」 - 『小説公園』11月号（第1巻第8号）　挿絵：佐藤泰治
  - 「続母の口紅」 - 『小説公園』12月号（第1巻第9号）挿絵：佐藤泰治
- 1951年（昭和26年）
  - 「二重星」 - 『別冊文藝春秋』10月号（第24号）

以上をまとめた単行本『千羽鶴』が1952年（昭和27年）2月10日に筑摩書房より刊行され、1951年（昭和26年度）読売ベスト・スリーに選ばれ、1951年（昭和26年度）の芸術院賞を受賞した。
『千羽鶴』の続編となる『波千鳥』（なみちどり）の断章は、『小説新潮』に以下のように連載された。
- 1953年（昭和28年）
  - 「波千鳥」 -  4月号（第7巻第5号）　挿絵：佐藤泰治
  - 「旅の別離」（のち「旅の別離」1章から3章） -  5月号
  - 「父の町」（のち「旅の別離」4章と5章） - 6月号
  - 「荒城の月」（のち「旅の別離」6章と7章） - 9月号
  - 「新家庭」（のち「新家庭」1章と2章） - 10月号
  - 「波間」（のち「新家庭」3章と4章） - 12月号
- 1954年（昭和29年）
  - 「春の目」 - 3月号
  - 「妻の思ひ」 - 7月号（第8巻第9号）

これ以降は取材ノートが盗難にあったために、上記の8回までで中断された。そして、章として完結している「波間」までの6回の断章をまとめた未完作が『千羽鶴』の続編として、1956年（昭和31年）11月25日に新潮社より刊行の『川端康成選集第8巻 千羽鶴』（全10巻本）に初収録された。
なお、削除された7回の「春の目」と8回の「妻の思ひ」の章は、川端没後の1982年（昭和57年）1月刊行の『川端康成全集第22巻・未刊行作品集（2）』（全37巻本）に収録された。『千羽鶴』と続編『波千鳥』と合わせた文庫版は1989年（平成元年）11月15日に新潮文庫より刊行された。
翻訳版は、エドワード・サイデンステッカー訳の英語（英題：Thousand Cranes）のほか、ドイツ語（独題：Tausend Kraniche）、フランス語（仏語：Nuée d'oiseaux blancs）、イタリア語（伊題：Mille gru）、中国語（中題：千羽鶴）など世界各国で出版されている。

## あらすじ
千羽鶴
茶の師匠・栗本ちか子の主催する鎌倉の円覚寺の茶会の席で、今は亡き情人・三谷の面影を宿すその息子・菊治に妖しく惹かれた太田夫人は、あらゆる世俗的関心から開放され、どちらから誘惑したとも抵抗したともなく、菊治と夜を共にした。
太田夫人には、菊治の父と菊治の区別すらついていないようにも思え、菊治もまた、素直に別世界へ誘い込まれた。菊治には、夫人が人間ではない女とすら思え、人間以前の女、または人間最後の女とも感じさせた。太田夫人の娘・文子は2人の関係を知り、菊治に会いに行こうとする母を引き止めた。
同じく菊治の父の愛人だったことがある栗本ちか子は、菊治の父に終生愛され続けた太田夫人を憎んでいた。ちか子は自分が仲介役をしている稲村ゆき子と菊治の縁談が決まったかのような電話を太田夫人に入れ、邪魔するなと警告する。恋にやつれた太田夫人は自分の罪深さを思い自殺した。
菊治は文子から譲り受けた夫人の形見の名品である艶な志野の水差しの肌を見るにつけ、太田夫人を女の最高の名品であったと感じ、名品には汚濁がないと思った。その後、文子はもう一つ、母が湯呑みとして愛用していた志野茶碗を菊治に譲った。その茶碗には夫人の口紅のあとが、血が古びた色のようにしみついているように見えた。
ある日、栗本は、ゆき子も文子も他の男と結婚してしまったと菊治に告げた。そんな折、文子から菊治に連絡があり、栗本の話が嘘だとわかった。文子は菊治を訪ね、母の湯呑み茶碗を割ってほしいと言った。そしてその夜、菊治と結ばれた文子は、隙を見て庭のつくばいに茶碗を打ちつけて割ってしまった。
文子の純潔の余韻と共に菊治の中で文子の存在が大きくなり、文子は菊治にとって「比較のない絶対」、「決定の運命」になった。翌日菊治は、文子の間借り先を訪ねるが、文子は旅行に出たという。母と同じ罪深い女と自分をおそれた文子は死へ旅立ったのかと不安を覚えた菊治の背に冷たい汗が流れた。
波千鳥
九州の竹田市の地から菊治の元に文子からの長い手紙が来た。そこには、母や自分を忘れて稲村ゆき子と結婚するよう綴られていた。菊治は文子を血眼に探したが行方は知れなかった。
1年半後にゆき子と結婚した菊治は新婚旅行で熱海伊豆山を訪れた。菊治は自らの汚辱と背徳の記憶を強く意識し、清潔なゆき子に口づけ以上の関係を結べなかった。明るい家庭で育ったゆき子に神聖な憧憬を感じつつも、菊治は、やはり結婚すべきでなかったという噛むような後悔を覚える。（未完）

## 登場人物
三谷菊治
26 - 28歳くらい。会社員。東京に在住。4年前に父を亡くし、その後に内気な母も死去。兄弟はいない。茶道が趣味だった父には外にも女がいた。幼い頃の菊治はそのことで義憤を感じ苦しめられた。父は楽器会社の株主。
太田夫人
45歳前後。未亡人。菊治の父親の不倫相手で、三谷に終生愛された女。鎌倉市円覚寺の茶会で成長した菊治と出会う。色の白い長めな首と、それに不似合いな円い肩。恰好のいい小さな鼻と、小さなやや受け口の唇。年上の女という感じがしない。しなやかな受身。
栗本ちか子
お茶の師匠。独身。茶会の用で三谷家に出入り、半ば世話人のようになっている。左の乳房に掌ほどの黒紫の痣がある。菊治の父親の情婦だった時期がある。菊治は8歳か9歳の頃、父に連れられて栗本の家を訪れ、その醜い痣に生えた毛を切っているちか子を見たことがある。現在は中性化しているが、太田夫人をまだ憎んでいる。
太田文子
22歳。太田夫人の一人娘。母より黒目がちな目。10歳の時に父親が死去。戦時中は生活力のない母親の代りに、空襲で危ない中、少女ながら新潟まで米や食料を買い出しに行った。父親の故郷は九州の竹田市久住町。
稲村ゆき子
菊治の見合い相手。桃色のちりめんに白の千羽鶴の風呂敷を持っていた。のち菊治と結婚する。四人姉妹の賑やかな明るい家庭で育った令嬢。父親は株をやり、娘たちにもやらせている。
女中
三谷家の女中。菊治の父の代からいる老女。

## 作品背景・エピソード

### 千羽鶴
『千羽鶴』に見られる「茶器」や風呂敷の「千羽鶴」の絵模様などへの川端の関心やこだわりには、日本の伝統美に対する造詣の深さがうかがわれ、こういった題材を盛り込んだ作品は、川端にしか成し得ないものだとされている。
作中で妖しさを見せる美しい夫人の象徴であり、『千羽鶴』で重要な役割を演じている志野焼は、尾張・美濃に産した陶器で、室町時代の茶人・志野宗信が美濃の陶工に命じて作らせたのが始まりであるとも、今井宗久が始めたとも伝わり、文禄・慶長を盛期とする。茶器が多く、白釉を厚く施し、釉下に鉄で簡素な文様を描いた絵志野をはじめ、鼠色の鼠志野、赤志野、紅志野、無地志野などがあり、それぞれ雅趣豊かで独創性に富む。

### 波千鳥
続編『波千鳥』の作品背景としては、1952年（昭和27年）10月に、続きを書きたいと考えていた川端の元へ、当時大分県在住の画家・高田力蔵が偶然、大分県の案内役をかって出て、諸所をめぐる旅の機会が与えられたことが大きいという。
しかし作品の核心が迫ってきた最終段階で取材ノートが紛失し、中断を余儀なくされた。当初この事件は旅行中に鞄ごと紛失したことになっていたが、川端没後の6年経った1978年（昭和53年）、実は東京の仕事部屋として使っていた旅館で、執筆中のほんのわずか席を立った合間に、盗難にあったものだったことが、川端夫人により公表された。
これは川端がいつも世話になっていた旅館に迷惑が及ぶのを慮って、川端が秘密にしたのだという。盗まれた取材ノートには、「写生」がつぶさに記されてあったため、9回目以降の執筆を不可能にし、断念させるほどであった。
未完に終ってしまった続編『波千鳥』は、川端の構想の中では、結婚した菊治とゆき子はうまく行かなくなり離婚し、文子が鉱山の売店で働いているところに菊治がやってきて、2人が再会するところで結末を迎えることになっていたという。川端はその部分について、〈あそこの山の中で心中させることを考えていたんです〉とも述べている。

## 作品評価・研究
『千羽鶴』は『山の音』と並ぶ川端の戦後の代表的作品の一つであるが、文学的評価は、圧倒的に絶賛された『山の音』と比べると、倫理的な面や現実感のない女性の造型から低い評価も散見され、林房雄や川嶋至が辛口の評価をしている作品である。
作中には随所に日本の伝統美の古雅が見られるが、後年、川端自身は『千羽鶴』について、以下のように語っている。
しかしある意味、川端独自の目線で〈日本の茶の心と形〉を小説として表現していると保昌正夫は解説している。
三島由紀夫は『千羽鶴』を「川端の擬古典主義様式の一つの完成品であり、谷崎潤一郎でいうなら、『盲目物語』や『蘆刈』の作品系列に該当する」と評し、悪役のちか子に「性わるな命婦」、主人公の菊治に「光源氏」の面影が見られ、菊治の婚約を知り服毒自殺をする太田夫人や、夫人の娘が母の罪を背負って菊治に抱かれた後、身を隠して生死不明となる結末など、全般的に王朝の物語の人物や物語的情趣の風味があると解説している。
そしてそれと同時に、『千羽鶴』の面白さは、「日本的風雅の生ぐささの諷刺になっているところ」でもあると三島は述べ、「俗悪な女茶人」ちか子が催す茶会で披露される美しい茶道具は、ちか子の「俗な職業的知識」の関心でしかなく、その道具の一つ一つが、「醜い情事を秘めて伝承され」、太田夫人の志野茶碗にも、口紅のあとが罪のように染みついているところなどが、「小説の小道具として生ぐささにおいて申し分ない」としながら、以下のように解説している。
山本健吉は、主人公・菊治には、『禽獣』の主人公や『雪国』の島村と共通したものが見られ、「その実生活は完全に捨象された存在であり、美に対する感受性だけが生きて動いている」存在で、シテである「太田夫人のあでやかな舞姿」を、「ワキとして、見所を代表する者として眺めている非行動人」だとし、以下のように『千羽鶴』を解説している。
梅澤亜由美は、『千羽鶴』の終局近くに、菊治が処女の文子と結ばれることで、〈純潔そのものの抵抗〉を知り、太田夫人の〈女の波〉から解放され、父の〈不潔〉との同化や、ちか子の〈あざ〉に象徴される過去の負の記憶からも解放されて、そこで「菊治の自己浄化の物語」は完結するはずであったとし、成就しかけた菊治の物語を破綻させたのが、「文子の失踪」であるとしている。
そして、なぜ川端が『千羽鶴』の結末を壊さなければならなかったのかについて梅澤は、続編『波千鳥』に挿入されている文子の長い手紙の中で綴られる、母の不倫による少女時代の文子の「罪の意識」と、母を死なせてしまった悔恨と悲しみ、また自分も菊治を愛し関係を持ってしまった文子の苦悩の心情に焦点を当てながら、文子は、ゆき子と結婚する菊治の幸せのために、母と文子自身の情念の象徴である「志野の湯呑み」を割って全てを終らせ、遁走するしかなかったと解説している。
さらに梅澤は、未完となった『波千鳥』の川端の構想の中に、「菊治と文子の再会」や「心中」があったことを鑑み、「川端は、菊治と文子二人の救済、できることなら二人の再会による救済の成就という形を目指して、『波千鳥』の執筆へと向かったのだ」とし、それまでの川端作品に見られるような男性のみの自己浄化の形でないものを川端が考えていたが、今度はゆき子が不幸になり、その自責を菊治が再び負うことになってしまうことに気づいた川端が、菊治と文子の心中という方向に構想を変化せざるをえなくなり、やがて書き継ぐ意思もなくなり、未完となったのではないかと考察している。

## 文学碑
続編『波千鳥』の舞台となった九重高原のなかの飯田高原の大将軍という地には、1974年（昭和49年）7月21日に、「川端康成先生景仰会」によって建立された「川端康成文学碑」がある。碑面には、「雪月花の時、最も友を思ふ」と刻まれ、碑の裏面には、『波千鳥』からの、高原を描写した一節が記されている。

## 映画化
- 『千羽鶴』（大映） 111分
  - 1953年（昭和28年）1月15日封切。配給収入7905万円[20]。
  - 監督：吉村公三郎。脚色：新藤兼人。撮影：宮川一夫。美術：丸茂孝。音楽：伊福部昭。録音：海原幸夫。照明：岡本健一
  - 出演：木暮実千代（太田夫人）、乙羽信子（太田文子）、木村三津子（稲村ゆき子）、杉村春子（栗本ちか子）、森雅之（三谷菊治）、清水将夫（三谷浩造）、英百合子（婆やとよ）、菅井一郎（吉川）、進藤英太郎（ゆきの父）、相馬幸子（ゆきの母）、加賀周子（ゆきの妹）、殿山泰司（家を買う男）、大美輝子（家を買う女）
  - ※菊治と太田夫人、文子の関係は、恋愛感情だけで肉体関係を結ぶことなく描かれている[21]。
- 『千羽鶴』（大映） 96分
  - 1969年（昭和44年）4月19日封切。
  - 監督：増村保造。脚本：新藤兼人。製作：永田雅一。企画：藤井浩明。撮影：小林節雄。美術：下河原友雄。編集：中静達治。音楽：林光
  - 出演：平幹二朗（三谷菊治）、若尾文子（太田夫人）、梓英子（太田文子）、京マチ子（栗本ちか子）、南美川洋子（稲村ゆき子）、船越英二（菊治の父）、北林谷栄（とよ）、新宮信子（菊治の母）、三笠すみれ（ゆき子の友人）、武江義雄（菊治の同僚）、目黒幸子（中年の女）、花布洋（神田の事務員）、増田佳湖（下宿の女の子）、松村若代（下宿の母親）、原昌一（10歳の菊治）、永野裕紀子（文子の幼女時代）
  - ※ノーベル文学賞受賞記念映画[22]。市川雷蔵の希望により製作された映画だが、衣裳合せの日に主演の雷蔵は体調不良を訴えて降板し、5か月後に亡くなった[22]。

## 舞台化
- 新派『千羽鶴』
  - 1952年（昭和27年）8月3日 - 27日 歌舞伎座
  - 脚色：久保田万太郎。演出：吉川義雄
  - 出演：花柳章太郎、水谷八重子、伊志井寛、市川紅梅、村田嘉久子
- 東宝現代劇陽春公演『千羽鶴』
  - 1969年（昭和44年）3月4日 – 4月13日 芸術座
  - 脚本・演出：榎本滋民。
  - 出演：山田五十鈴、村松英子、森光子、長谷川稀世、林与一/平田昭彦

## テレビドラマ化
- 白雪劇場・川端康成名作シリーズ『千羽鶴』（KTV）
  - 1973年（昭和48年）4月15日 - 4月29日 日曜日 21:30 - 22:25
  - 出演：石坂浩二、岸田今日子、新藤恵美、佐々木すみ江、ほか
  - ナレーター：緒形拳
  - 脚本：北条誠。演出：山像信夫。提供：小西酒造
  - ※『川端康成名作シリーズ』最後の作品。それまで同シリーズのナレーターを担当した石坂が主演。

| 関西テレビ制作・フジテレビ系列 白雪劇場             | 関西テレビ制作・フジテレビ系列 白雪劇場 | 関西テレビ制作・フジテレビ系列 白雪劇場 |
| 前番組                                              | 番組名                                  | 次番組                                  |
| --------------------------------------------------- | --------------------------------------- | --------------------------------------- |
| 母の初恋                                            | 千羽鶴                                  | 若さま侍捕物手帖 （林与一版）           |
| 関西テレビ制作・フジテレビ系列 川端康成名作シリーズ |                                         |                                         |
| 母の初恋                                            | 千羽鶴                                  | （終了）                                |

## ラジオドラマ化
- 『千羽鶴』（NHK東京）
  - 1969年（昭和44年）1月3日 金曜日 22:05
  - 脚本：香西久
  - 出演：山﨑努、加藤道子、吉田日出子、山岡久乃、鈴木弘子
  - ※ 1972年（昭和47年）8月26日（土）に「文芸劇場・秀作シリーズ4」で再放送。1984年（昭和59年）10月7日にNHKラジオ第二の名作劇場で再放送。

## おもな刊行本

### 単行本
- 特製版『千羽鶴』（筑摩書房、1952年2月10日） NCID BA31588217
  - 装幀・題簽：小林古径。四六判。函入
  - 収録作品：「山の音」（山の音、蝉の羽、雲の炎、栗の実、島の夢、冬の桜）、「千羽鶴」（千羽鶴、森の夕日、絵志野、母の口紅）
- 普及版『千羽鶴』（筑摩書房、1952年3月15日）
  - 装幀：福田豊四郎（6月15日の第7刷以降は、小林古径の装幀・題簽となる）。四六判。紙装本カバー附
  - 収録作品は、1952年（昭和27年）2月初刊と同じ。
- 限定版『千羽鶴』（筑摩書房、1952年6月10日） 500部限定
  - 装幀・題簽：小林古径。四六判。函入
  - 収録作品：「山の音」（山の音、蝉の羽、雲の炎、栗の実、島の夢、冬の桜）、「千羽鶴」（千羽鶴、森の夕日、絵志野、母の口紅、二重星）
  - ※ 芸術院賞受賞記念500部限定版。
- 特装版『千羽鶴』（筑摩書房、1952年8月15日）
  - 装幀・題簽：小林古径。四六判。函入
  - 収録作品は、1952年（昭和27年）6月刊行限定版と同じ。
- 現代日本名作選『千羽鶴・山の音』（筑摩書房、1952年9月25日）
  - 装幀：恩地孝四郎。四六判。紙装本
  - 解説：中村光夫
  - 収録作品：「山の音」（山の音、蝉の羽、雲の炎、栗の実、島の夢、冬の桜、朝の水、夜の声、春の鐘）、「千羽鶴」（千羽鶴、森の夕日、絵志野、母の口紅、二重星）
- 文庫版『千羽鶴』（新潮文庫、1989年11月15日）
  - カバー装画：ケルスティン・ティニ・ミウラ
  - 解説 山本健吉。解題：郡司勝義
  - 収録作品：「千羽鶴」「波千鳥」

### 全集・選集
- 『川端康成全集第15巻 千羽鶴・山の音』（新潮社、1953年2月25日） - 全16巻本全集
  - 装幀・題簽：安田靫彦。四六判。厚紙装カバー附。口絵写真1枚。付録：川端康成「あとがき」
  - 収録作品：「山の音」（山の音、蝉の羽、雲の炎、栗の実、島の夢、冬の桜、朝の水、夜の声、春の鐘、鳥の家）、「千羽鶴」（千羽鶴、森の夕日、絵志野、母の口紅、二重星）
- 『川端康成選集第8巻 千羽鶴』（新潮社、1956年11月15日） - 全10巻本選集
  - 装幀・題簽：町春草。小形B6判判函入。口絵写真1枚
  - 収録作品：「千羽鶴」「波千鳥」「明月」「水月」「小春日」「故郷」「横町」
- 『川端康成全集第8巻 千羽鶴・山の音』（新潮社、1960年1月30日） - 全12巻本全集
  - 菊判函入。口絵写真2葉：著者小影、志野の水注
  - 月報（第2回）：今東光「川端康成のこと」。深田久弥「親切な人」。河上徹太郎「解説――憂愁ただよふ作品」。川端康成「口絵解説」
  - 収録作品：「千羽鶴「山の音」
- 『川端康成全集第8巻 千羽鶴・山の音』（新潮社、1969年8月25日） - 全19巻本全集
  - カバー題字：松井如流。菊判変形。函入。口絵写真2葉：著者小影、十宜の内「宜秋」（与謝蕪村）
  - 月報（第5回）：折口信夫「山の音を聴きながら」。〔川端文学への視点（5）〕長谷川泉「『伊豆の踊子』の考現学」
  - 収録作品：「千羽鶴」「波千鳥」「山の音」
- 『川端康成全集第12巻 小説12』（新潮社、1980年2月20日） - 全35巻本・補巻2全集
  - カバー題字：東山魁夷。四六判。函入
  - 収録作品：「千羽鶴」「波千鳥」「山の音」
- 『川端康成全集第22巻 未刊行作品（2）』（新潮社、1982年1月20日） - 全35巻本・補巻2全集
  - 仕様は上記と同じ。
  - 収録作品：「父となる話」「九十九里」「令嬢日記」「正月の旅愁」「南方の火」「故郷の踊」「出世人形」「母親と恋愛」「義眼」「感傷の塔」「過去」「雪」「花のいのち」「琴を抱いて」「ルイ」「いつも話す人」「春の目」「妻の思ひ」「少女A子の場合」「夕焼け」「おきびき」「ライオンと少女」「線路」「古都舞曲」「海の火祭」「水上心中」

## 派生作品・オマージュ作品
※出典は
- 共喰い（田中慎弥、2011年10月）